# The Hitchhiker (film)
Pour les articles homonymes, voir Hitchhiker (homonymie).
Pour plus de détails, voir Fiche technique et Distribution.
The Hitchhiker est un film américain réalisé par Leigh Scott, sorti en 2007.

## Synopsis
Alors qu’il traverse l’Utah, Jack Carter prend un auto-stoppeur, mais le met à la porte après quelques minutes à cause de l’homme qui le frappe. Quelques heures plus tard, Jack s’arrête dans une zone isolée et commence à creuser une tombe pour la femme qu’il avait ligotée et bâillonnée à l’arrière de sa camionnette.
Quatre femmes (Melinda, Patty, Kristina et Denise) de Colorado Springs traversent la région en voiture pour se rendre à une conférence d’infirmières à Las Vegas. Repérant Jack qui fait de l’auto-stop, le quatuor le récupère. Peu de temps après, ils rencontrent des problèmes mécaniques avec la voiture, les obligeant à s’arrêter dans un motel au bord de la route. Le directeur dit au groupe que la station-service la plus proche n’ouvre pas avant le matin, alors ils choisissent de rester au motel. Pendant la nuit, Jack montre de l’intérêt pour Melinda et a des relations sexuelles brutales avec Kristina, qui a un fiancé.
Le matin, le mécanicien arrive et est abattu par Jack après que les deux se soient rendus au camion abandonné de Jack. Jack retourne au motel, où il assassine le gérant et emmène les femmes captives après les avoir droguées. Jack prononce un discours misogyne et laisse entendre qu’il le fait parce qu’il a été « trahi » par sa petite amie ou sa femme. Alors qu’il agresse sexuellement Denise et Melinda, Jack est assommé par cette dernière, qui tente de s’échapper avec ses amies, mais tous les véhicules sur place ne sont pas en état de fonctionnement, ou alors leurs clés manquent. Les femmes décident alors de tuer Jack. Celui-ci se réveille alors qu’il est attaqué, et tire mortellement sur Kristina. Les autres femmes sont recapturées. Tandis que Jack ligote Melinda (pour qui il a développé un penchant, et qu’il considère comme « spéciale »), un couple marié arrive, à la recherche d’une chambre.
Après avoir donné une chambre au couple, Jack tue le mari quand ce dernier va enquêter sur les bruits provenant de la chambre dans laquelle se trouvent Melinda et les autres. Jack place la femme, prénommée Susan, avec les autres captives. Il tire dans la tête de Patty après que Denise se soit lancée dans une diatribe chargée d’insultes contre lui. Pendant que Jack dort, Susan utilise son téléphone mobile pour composer le 911 à plusieurs reprises, ce qui incite deux policiers à s’arrêter le matin. Jack se retrouve pris dans une fusillade avec les policiers, qu’il tue tandis que Melinda, Denise et Susan partent dans leur voiture de patrouille. Une poursuite s’ensuit, au cours de laquelle Susan reçoit une balle dans la tête et Jack est écrasé.
Quelques semaines plus tard, Denise rend visite à Melinda, et il est révélé que Jack a survécu. Il va être jugé dans le Wyoming, où il a assassiné au moins deux femmes. Cette nuit-là, Jack, qui s’est échappé de sa garde à vue et s’est rendu en auto-stop jusqu’au Colorado, fait irruption dans la maison de Melinda et il attache son mari à une chaise. Jack déclare son amour pour Melinda, qui répond en le rejetant, en lui tirant une balle dans le ventre, puis une dans le visage.

## Distribution
- Jeff Denton : Jack Carter
- Sarah Lieving : Melinda Mann
- Shaley Scott : Denise
- Sarah Hall : Patty
- Jessica Bork : Kristina
- Alexandra Boylan : Jennifer
- Griff Furst : Paul Mann
- James Ferris : Steve
- Dane Hanson : Félix
- David Shick : l’officier de police Jenkins
- Michael Tower : l’officier de police Ferrati
- Leigh Scott : Doug
- Dean Arevalo : Cliff
- Erica Roby : Lindsey

## Accueil

### Réception critique
Arrow in the Head a donné à The Hitchhiker une note de deux et demi sur quatre, le décrivant comme « un petit film parfaitement décent » et poursuivant en disant que « Pour une imitation directe sur DVD, c’est toujours regardable et surtout engageant. Vous pourriez faire pire que de perdre quelques dollars pour cela, mais ne vous attendez pas à être trop surpris ou effrayé par l’intrigue de la chaîne de montage ». Beyond Hollywood a déclaré qu’il n’était « pas tout à fait mauvais » et qu’il bougeait assez bien, « avec beaucoup de sexe gratuit, de violence et de moments d’exploitation » pour justifier d’être visionné par ceux qui s’intéressent au genre. Felix Vasquez Jr. de Film Threat a critiqué le film, écrivant que le film était « la preuve définitive que tout ce que Leigh Scott avait à faire pour s’assurer qu’il m’infligerait une vengeance cruelle était de faire un autre film ».